# فهرست قنات‌های شهرستان خواف
جدول زیر بر اساس آمار وزارت جهاد کشاورزی تهیه شده‌است. فهرست زیر قنات‌های شهرستان خواف در استان خراسان رضوی را نشان می‌دهد.
| نام قنات      | موقعیت                     | نزدیک‌ترین روستا | طول قنات (متر) | تعداد میله چاه | عمق مادر چاه | دبی (لیتر بر ثانیه) | سطح زیر کشت (هکتار) |
| ------------- | -------------------------- | --------------- | -------------- | -------------- | ------------ | ------------------- | ------------------- |
| ابراهیمی      | بخش جلگه زوزن شهرستان خواف | ابراهیمی        | ۷۰۰۰           | ۱۵۶            | ۸۰           | ۱۲                  | ۱۲                  |
| احمدآباد      | بخش سنگان شهرستان خواف     | سنگان           | ۲۰۰۰           | ۵۵             | ۳۰           | ۱۲                  | ۸                   |
| اردستان       | بخش جلگه زوزن شهرستان خواف | ابراهیمی        | ۵۰۰            | ۱۲             | ۱۰           | ۵                   | ۰                   |
| ارزنه         | بخش مرکزی شهرستان خواف     | ارزنه           | ۷۰۰            | ۲۴             | ۱۵           | ۱۴                  | ۶                   |
| ارگ           | بخش جلگه زوزن شهرستان خواف | ارگ             | ۴۰۰۰           | ۹۳             | ۳۰           | ۴                   | ۳                   |
| الدنگ         | بخش مرکزی شهرستان خواف     | ارزنه           | ۷۰۰            | ۱۸             | ۱۵           | ۱۰                  | ۲                   |
| انجیرک        | بخش مرکزی شهرستان خواف     | براکوه          | ۱۰۰۰           | ۲۷             | ۱۲           | ۷                   | ۳                   |
| اژنه          | بخش جلگه زوزن شهرستان خواف | قاسم‌آباد        | ۵۰۰            | ۱۷             | ۱۰           | ۴                   | ۴                   |
| اکبرآباد      | بخش مرکزی شهرستان خواف     | سده             | ۱۰۰۰           | ۲۰             | ۱۰           | ۱۲                  | ۰                   |
| بازه          | بخش مرکزی شهرستان خواف     | خیرآباد         | ۶۰۰            | ۲۵             | ۸            | ۱۲                  | ۲۰                  |
| بازگوی        | بخش مرکزی شهرستان خواف     | بازگوی          | ۲۰۰۰           | ۵۰             | ۱۵           | ۱۴                  | ۶                   |
| باعلی         | بخش جلگه زوزن شهرستان خواف | حسن‌آباد         | ۱۰۰۰           | ۲۵             | ۱۵           | ۸                   | ۰                   |
| باغچه شور     | بخش سنگان شهرستان خواف     | باغچه           | ۵۰۰            | ۱۵             | ۱۵           | ۱۰                  | ۸                   |
| براکوه        | بخش مرکزی شهرستان خواف     | براکوه          | ۱۰۰۰           | ۲۸             | ۳۰           | ۱۳                  | ۲۰                  |
| برجک          | بخش جلگه زوزن شهرستان خواف | برجک            | ۶۵۰            | ۲۰             | ۱۵           | ۱۰                  | ۷                   |
| بررود         | بخش مرکزی شهرستان خواف     | بندیوان         | ۱۳۰۰           | ۳۷             | ۳۰           | ۸                   | ۴                   |
| برغن‌آباد      | بخش مرکزی شهرستان خواف     | خیرآباد         | ۷۰۰            | ۲۰             | ۱۵           | ۱۲                  | ۱۰                  |
| برنجک         | بخش سنگان شهرستان خواف     | سنگان           | ۲۰۰۰           | ۶۰             | ۱۷           | ۱۲                  | ۵                   |
| برود          | بخش مرکزی شهرستان خواف     | سده             | ۱۵۰۰           | ۲۵             | ۷            | ۱۵                  | ۲۰                  |
| بزاب          | بخش جلگه زوزن شهرستان خواف | ابراهیمی        | ۱۵۰۰           | ۳۸             | ۲۰           | ۱۰                  | ۵                   |
| بشرآباد       | بخش سنگان شهرستان خواف     | هرشی چشمه مزار  | ۶۰۰۰           | ۱۹۰            | ۳۰           | ۲۵                  | ۳۰                  |
| بفسانی        | بخش مرکزی شهرستان خواف     | بقسانی          | ۱۰۰۰           | ۳۰             | ۲۰           | ۱۷                  | ۲۵                  |
| بقسانی        | بخش سنگان شهرستان خواف     | بقسانی خورشیدی  | ۱۴۰۰۰          | ۳۱۰            | ۶۵           | ۲۵                  | ۴۵                  |
| بنده          | بخش سنگان شهرستان خواف     | نیازآباد        | ۸۰۰۰           | ۲۳۰            | ۳۷           | ۱۰                  | ۲۰                  |
| بندیوان       | بخش مرکزی شهرستان خواف     | بندیوان         | ۱۳۰۰           | ۶۰             | ۳۰           | ۲۰                  | ۳۰                  |
| بهجان         | بخش جلگه زوزن شهرستان خواف | ابراهیمی        | ۳۰۰۰           | ۸۵             | ۲۰           | ۱۳                  | ۵                   |
| بهدادین       | بخش سنگان شهرستان خواف     | بهدادین         | ۳۵۰۰۰          | ۸۷۵            | ۷۰           | ۲۵                  | ۵۰                  |
| بهناب         | بخش سنگان شهرستان خواف     | نشتیفان         | ۵۰۰۰           | ۷۶             | ۵۰           | ۱۴                  | ۲۳                  |
| بکاری         | بخش مرکزی شهرستان خواف     | رزداب           | ۱۰۰۰           | ۴۰             | ۲۰           | ۷                   | ۳                   |
| بیاس‌آباد      | بخش جلگه زوزن شهرستان خواف | بیاس‌آباد        | ۱۳۰۰۰          | ۲۶۰            | ۷۰           | ۲۰                  | ۴۰                  |
| بید پارسی     | بخش مرکزی شهرستان خواف     | بید پارسی       | ۱۳۰۰           | ۳۳             | ۱۵           | ۱۶                  | ۳۰                  |
| بیدک          | بخش مرکزی شهرستان خواف     | مزرعه شیخ       | ۵۰۰            | ۱۲             | ۱۲           | ۱۵                  | ۱۷                  |
| بیفتری        | بخش سنگان شهرستان خواف     | نیازآباد        | ۱۸۰۰۰          | ۴۵۰            | ۴۰           | ۶۰                  | ۱۰۰                 |
| بیوژه         | بخش سنگان شهرستان خواف     | سنگان           | ۱۰۰۰           | ۲۵             | ۱۲           | ۱۰                  | ۱۰                  |
| تغارک         | بخش سنگان شهرستان خواف     | سنگان           | ۵۰۰            | ۱۷             | ۱۰           | ۸                   | ۸                   |
| تنوره         | بخش مرکزی شهرستان خواف     | شهرک            | ۵۰۰            | ۲۷             | ۱۵           | ۲۰                  | ۲۵                  |
| تیزاب         | بخش سنگان شهرستان خواف     | نیازآباد        | ۱۲۰۰۰          | ۲۷۰            | ۳۰           | ۲۵                  | ۷۰                  |
| تیزاب         | بخش مرکزی شهرستان خواف     | تیزاب           | ۷۰۰۰           | ۱۴۰            | ۵۰           | ۲۰                  | ۳۰                  |
| جعدیان        | بخش جلگه زوزن شهرستان خواف | اسدآباد         | ۱۴۰۰۰          | ۲۳۵            | ۵۰           | ۳۰                  | ۳۶                  |
| جوب دراز      | بخش جلگه زوزن شهرستان خواف | قاسم‌آباد        | ۶۰۰۰           | ۱۵۰            | ۶۰           | ۱۶                  | ۱۶                  |
| حبیب‌آباد      | بخش مرکزی شهرستان خواف     | بید پارسی       | ۱۰۰۰           | ۴۰             | ۲۰           | ۱۰                  | ۱۵                  |
| حجت‌آباد       | بخش جلگه زوزن شهرستان خواف | جهان‌آباد        | ۱۱۰۰۰          | ۲۲۰            | ۳۵           | ۱۶                  | ۶۰                  |
| حسن‌آباد       | بخش جلگه زوزن شهرستان خواف | حسن‌آباد         | ۲۰۰۰۰          | ۵۱۰            | ۸۰           | ۱۲                  | ۱۴                  |
| حسین‌آباد      | بخش سنگان شهرستان خواف     | نیازآباد        | ۶۰۰۰           | ۱۶۰            | ۲۷           | ۱۶                  | ۳۰                  |
| حسین‌آباد      | بخش سنگان شهرستان خواف     | حسین‌آباد        | ۲۰۰۰۰          | ۴۵۰            | ۶۰           | ۲۴                  | ۵۰                  |
| حفیظ‌آباد      | بخش مرکزی شهرستان خواف     | حفیظ‌آباد        | ۱۵۰۰           | ۵۵             | ۲۰           | ۱۶                  | ۱۵                  |
| حمیدآباد      | بخش جلگه زوزن شهرستان خواف | ابراهیمی        | ۷۰۰۰           | ۱۸۴            | ۲۰           | ۲۰                  | ۲۰                  |
| خرگرد         | بخش مرکزی شهرستان خواف     | خرگرد           | ۱۲۰۰۰          | ۲۷۰            | ۸۰           | ۳۰                  | ۵۰                  |
| خلط‌آباد       | بخش جلگه زوزن شهرستان خواف | خلط‌آباد         | ۱۵۰۰           | ۴۰             | ۲۰           | ۲۰                  | ۱۰                  |
| خواجه         | بخش مرکزی شهرستان خواف     | خواجه           | ۱۰۰۰           | ۲۵             | ۸            | ۱۰                  | ۸                   |
| خویرد         | بخش مرکزی شهرستان خواف     | احمدآباد        | ۳۰۰۰           | ۷۰             | ۱۵           | ۲۰                  | ۳۰                  |
| دره           | بخش سنگان شهرستان خواف     | دره             | ۵۰۰            | ۱۵             | ۳۰           | ۱۰                  | ۱۰                  |
| ده            | بخش مرکزی شهرستان خواف     | خواف            | ۱۲۰۰۰          | ۲۵۶            | ۶۱           | ۴۰                  | ۷۰                  |
| ده            | بخش سنگان شهرستان خواف     | نشتیفان         | ۶۰۰۰           | ۹۲             | ۶۰           | ۲۰                  | ۳۰                  |
| ده            | بخش مرکزی شهرستان خواف     | مهرآباد         | ۸۰۰۰           | ۲۰۰            | ۴۰           | ۲۰                  | ۴۰                  |
| ده            | بخش سنگان شهرستان خواف     | برآباد          | ۶۰۰۰           | ۱۴۰            | ۹۰           | ۲۵                  | ۵۰                  |
| ده            | بخش سنگان شهرستان خواف     | سنگان           | ۲۵۰۰۰          | ۵۰۰            | ۷۰           | ۲۰                  | ۲۵                  |
| ده خطیب       | بخش جلگه زوزن شهرستان خواف | ده خطیب         | ۱۰۰۰           | ۶۰             | ۲۸           | ۱۰                  | ۷                   |
| دهنه          | بخش مرکزی شهرستان خواف     | بید پارسی       | ۸۰۰            | ۳۰             | ۱۲           | ۱۴                  | ۲۰                  |
| دهنو          | بخش سنگان شهرستان خواف     | نیازآباد        | ۶۰۰۰           | ۲۰۵            | ۲۵           | ۱۵                  | ۳۰                  |
| دیزباد        | بخش سنگان شهرستان خواف     | سنگان           | ۲۰۰۰           | ۴۵             | ۳۰           | ۳۰                  | ۴۰                  |
| رباطچه        | بخش مرکزی شهرستان خواف     | بقسانی          | ۵۰۰            | ۱۴             | ۱۰           | ۱۲                  | ۱۵                  |
| رزان          | بخش مرکزی شهرستان خواف     | رزان            | ۲۰۰۰           | ۵۱             | ۱۸           | ۱۸                  | ۱۵                  |
| رزداب         | بخش مرکزی شهرستان خواف     | رزداب           | ۱۰۰۰           | ۴۵             | ۲۰           | ۳۰                  | ۴۰                  |
| زوزن          | بخش جلگه زوزن شهرستان خواف | زوزن            | ۸۰۰۰           | ۱۷۷            | ۲۰           | ۲۰                  | ۳۵                  |
| زیاران        | بخش جلگه زوزن شهرستان خواف | قاسم‌آباد        | ۲۰۰۰           | ۵۰             | ۵۰           | ۱۲                  | ۱۵                  |
| زین‌آباد       | بخش سنگان شهرستان خواف     | سنگان           | ۳۰۰۰           | ۸۵             | ۲۵           | ۱۰                  | ۱۰                  |
| ساج           | بخش مرکزی شهرستان خواف     | شهرک            | ۴۰۰            | ۱۲             | ۱۰           | ۱۰                  | ۹                   |
| ساقون         | بخش مرکزی شهرستان خواف     | ساقون           | ۲۰۰۰           | ۴۵             | ۲۰           | ۲۰                  | ۲۰                  |
| سبزرود        | بخش مرکزی شهرستان خواف     | احمدآباد        | ۳۰۰۰           | ۴۵             | ۱۰           | ۲۰                  | ۳۰                  |
| سبزپنبه       | بخش جلگه زوزن شهرستان خواف | سبز پنبه        | ۲۰۰۰           | ۶۰             | ۱۲           | ۱۰                  | ۵                   |
| سبلغور بالا   | بخش مرکزی شهرستان خواف     | چهارده          | ۳۰۰۰           | ۶۵             | ۳۰           | ۱۳                  | ۱۵                  |
| سبلغور پائین  | بخش مرکزی شهرستان خواف     | چهارده          | ۳۰۰۰           | ۴۵             | ۳۰           | ۱۲                  | ۲۰                  |
| سراب          | بخش مرکزی شهرستان خواف     | سراب            | ۵۰۰۰           | ۱۱۰            | ۲۱           | ۴۰                  | ۷۰                  |
| سرده          | بخش سنگان شهرستان خواف     | نیازآباد        | ۱۲۰۰۰          | ۲۸۵            | ۳۰           | ۲۰                  | ۵۰                  |
| سعدآباد       | بخش مرکزی شهرستان خواف     | خواف            | ۸۰۰۰           | ۱۶۰            | ۶۵           | ۳۰                  | ۵۰                  |
| سلامی         | بخش مرکزی شهرستان خواف     | سلامی           | ۱۸۰۰۰          | ۵۱۰            | ۱۸           | ۵۰                  | ۶۰                  |
| سملکی         | بخش سنگان شهرستان خواف     | سنگان           | ۴۰۰۰           | ۹۸             | ۳۸           | ۱۷                  | ۲۰                  |
| سناجرد        | بخش مرکزی شهرستان خواف     | سناجرد          | ۷۰۰            | ۱۸             | ۱۵           | ۱۴                  | ۱۰                  |
| سیجاوند       | بخش مرکزی شهرستان خواف     | سیجاوند         | ۴۰۰۰           | ۹۵             | ۳۵           | ۲۰                  | ۴۵                  |
| سینه          | بخش سنگان شهرستان خواف     | برآباد          | ۶۰۰۰           | ۱۵۰            | ۹۰           | ۵۰                  | ۸۰                  |
| شمیران        | بخش سنگان شهرستان خواف     | نشتیفان         | ۳۰۰۰           | ۶۰             | ۳۰           | ۲۰                  | ۲۰                  |
| شیخ سفلی      | بخش سنگان شهرستان خواف     | سنگان           | ۱۵۰۰           | ۳۵             | ۳۵           | ۸                   | ۲۰                  |
| شیخ علیا      | بخش سنگان شهرستان خواف     | سنگان           | ۲۰۰۰           | ۴۵             | ۴            | ۱۲                  | ۲۵                  |
| شیرخون        | بخش مرکزی شهرستان خواف     | شیرخون          | ۱۵۰۰           | ۳۵             | ۱۲           | ۱۷                  | ۲۵                  |
| شیرگرد        | بخش جلگه زوزن شهرستان خواف | شیرگرد          | ۱۰۰۰           | ۰              | ۱۲           | ۵                   | ۵                   |
| ضیاءالمک      | بخش مرکزی شهرستان خواف     | مهرآباد         | ۷۰۰۰           | ۱۵۶            | ۳۰           | ۱۶                  | ۴۰                  |
| عضنفری        | بخش جلگه زوزن شهرستان خواف | عضنفری          | ۱۰۰۰           | ۳۰             | ۱۲           | ۶                   | ۰                   |
| علی‌آباد       | بخش جلگه زوزن شهرستان خواف | علی‌آباد         | ۱۴۰۰۰          | ۳۵۰            | ۱۲۰          | ۳۰                  | ۱۶                  |
| علی‌آباد       | بخش مرکزی شهرستان خواف     | بقسانی          | ۴۰۰            | ۱۲             | ۱۰           | ۸                   | ۵                   |
| علی‌آباد کیبر  | بخش جلگه زوزن شهرستان خواف | قاسم‌آباد        | ۱۰۰۰           | ۲۴             | ۳۰           | ۴                   | ۰                   |
| عمار          | بخش جلگه زوزن شهرستان خواف | قاسم‌آباد        | ۱۰۰۰           | ۳۰             | ۵۰           | ۴                   | ۰                   |
| فروندان       | بخش سنگان شهرستان خواف     | نشتیفان         | ۶۰۰۰           | ۱۷۰            | ۱۵۰          | ۱۵                  | ۲۰                  |
| فیض‌آباد       | بخش مرکزی شهرستان خواف     | براکوه          | ۷۰۰            | ۱۵             | ۲۰           | ۸                   | ۱۰                  |
| قاسم‌آباد      | بخش جلگه زوزن شهرستان خواف | قاسم‌آباد        | ۹۰۰۰           | ۲۲۵            | ۱۲۰          | ۱۶                  | ۲۰                  |
| قلعه نو       | بخش مرکزی شهرستان خواف     | قلعه نو         | ۶۰۰۰           | ۱۳۹            | ۱۲           | ۲۰                  | ۳۰                  |
| قلعه ها       | بخش جلگه زوزن شهرستان خواف | قلعه ها         | ۸۰۰            | ۳۵             | ۳۰           | ۷                   | ۵                   |
| لمسو          | بخش مرکزی شهرستان خواف     | براکوه          | ۱۲۰۰           | ۲۳             | ۱۵           | ۱۰                  | ۲۰                  |
| ماه خسری      | بخش مرکزی شهرستان خواف     | خواف            | ۸۰۰۰           | ۱۶۰            | ۵۰           | ۲۰                  | ۴۰                  |
| محمدآباد      | بخش سنگان شهرستان خواف     | محمدآباد        | ۱۵۰۰۰          | ۳۵۰            | ۷۰           | ۲۰                  | ۴۰                  |
| محمدآباد      | بخش مرکزی شهرستان خواف     | محمدآباد        | ۱۰۰۰           | ۴۰             | ۱۰           | ۱۰                  | ۷                   |
| محمودآباد     | بخش سنگان شهرستان خواف     | نیازآباد        | ۱۱۰۰۰          | ۲۳۵            | ۲۵           | ۲۰                  | ۴۰                  |
| مرغزار        | بخش سنگان شهرستان خواف     | مرغزار          | ۵۰۰            | ۱۵             | ۲۲           | ۱۰                  | ۲۰                  |
| مساکین        | بخش مرکزی شهرستان خواف     | ارزنه           | ۹۰۰            | ۳۵             | ۱۰           | ۸                   | ۵                   |
| مشکاب         | بخش جلگه زوزن شهرستان خواف | ابراهیمی        | ۱۰۰۰           | ۴۰             | ۱۵           | ۷                   | ۰                   |
| مشکین‌آباد     | بخش سنگان شهرستان خواف     | نیازآباد        | ۱۰۰۰۰          | ۲۱۰            | ۴۰           | ۲۵                  | ۳۰                  |
| منگان         | بخش جلگه زوزن شهرستان خواف | قاسم‌آباد        | ۱۵۰۰           | ۷۰             | ۵۰           | ۸                   | ۰                   |
| مهاباد        | بخش مرکزی شهرستان خواف     | مهاباد          | ۳۰۰۰           | ۶۰             | ۶۰           | ۱۵                  | ۲۰                  |
| مهرآباد       | بخش جلگه زوزن شهرستان خواف | مهرآباد         | ۳۰۰۰           | ۵۷             | ۷۰           | ۵                   | ۲                   |
| مهرآباد       | بخش جلگه زوزن شهرستان خواف | مهرآباد         | ۶۰۰۰           | ۶۷             | ۶۰           | ۵                   | ۰                   |
| مژن‌آباد       | بخش سنگان شهرستان خواف     | مژن‌آباد         | ۱۶۰۰۰          | ۴۵۰            | ۷۵           | ۵۰                  | ۹۰                  |
| میراندام      | بخش سنگان شهرستان خواف     | نشتیفان         | ۴۰۰۰           | ۷۰             | ۳۰           | ۲۰                  | ۲۵                  |
| ناجویک        | بخش مرکزی شهرستان خواف     | بید پارسی       | ۸۰۰            | ۲۵             | ۱۵           | ۱۰                  | ۱۰                  |
| نازگل         | بخش مرکزی شهرستان خواف     | شهرک            | ۱۰۰۰           | ۲۴             | ۱۲           | ۱۲                  | ۱۵                  |
| نتره          | بخش مرکزی شهرستان خواف     | قلعه نو         | ۷۰۰            | ۲۳             | ۸            | ۱۰                  | ۳۰                  |
| نقاب          | بخش مرکزی شهرستان خواف     | نقاب            | ۶۰۰            | ۲۰             | ۱۰           | ۱۰                  | ۴                   |
| نودسری        | بخش مرکزی شهرستان خواف     | ارزنه           | ۸۰۰            | ۳۰             | ۱۰           | ۱۲                  | ۲                   |
| نوده          | بخش مرکزی شهرستان خواف     | مهرآباد         | ۷۰۰۰           | ۱۳۰            | ۳۰           | ۱۵                  | ۴۰                  |
| نوده          | بخش مرکزی شهرستان خواف     | خواف            | ۱۱۰۰۰          | ۲۴۵            | ۷۵           | ۴۰                  | ۷۰                  |
| نودهک         | بخش مرکزی شهرستان خواف     | رزان و محمدآباد | ۱۰۰۰           | ۳۱             | ۱۰           | ۱۲                  | ۱۱                  |
| هرشی          | بخش سنگان شهرستان خواف     | هرشی            | ۲۰۰۰           | ۶۵             | ۱۵           | ۲۰                  | ۳۰                  |
| همرازه        | بخش جلگه زوزن شهرستان خواف | همرازه          | ۷۰۰            | ۳۵             | ۱۰           | ۵                   | ۴                   |
| وراب          | بخش مرکزی شهرستان خواف     | وراب            | ۱۲۰۰           | ۴۰             | ۱۰           | ۱۲                  | ۱۰                  |
| پشتص‌آباد      | بخش مرکزی شهرستان خواف     | پشتص‌آباد        | ۱۰۰۰           | ۳۵             | ۱۵           | ۱۸                  | ۱۰                  |
| چاه مطار      | بخش جلگه زوزن شهرستان خواف | چاه مطار        | ۲۰۰۰           | ۸۰             | ۲۰           | ۶                   | ۰                   |
| چهاربرجی      | بخش سنگان شهرستان خواف     | برآباد          | ۲۵۰            | ۸              | ۳۵           | ۱۰                  | ۵                   |
| چهلدار        | بخش جلگه زوزن شهرستان خواف | زوزن            | ۱۲۰۰           | ۴۰             | ۸            | ۸                   | ۶                   |
| کاریزنو       | بخش مرکزی شهرستان خواف     | مزرعه شیخ       | ۳۰۰            | ۱۱             | ۱۶           | ۸                   | ۱۲                  |
| کاریزنو       | بخش مرکزی شهرستان خواف     | خیرآباد         | ۶۰۰            | ۱۷             | ۱۲           | ۱۲                  | ۱۵                  |
| کاریزنو       | بخش مرکزی شهرستان خواف     | شهرک            | ۶۰۰            | ۲۳             | ۱۳           | ۱۶                  | ۲۵                  |
| کاریزکهنه     | بخش مرکزی شهرستان خواف     | خیرآباد         | ۸۰۰            | ۳۵             | ۱۶           | ۱۴                  | ۱۷                  |
| کاریزکهنه     | بخش مرکزی شهرستان خواف     | مزرعه شیخ       | ۱۳۰۰           | ۲۶             | ۱۵           | ۱۳                  | ۲۰                  |
| کاریون        | بخش سنگان شهرستان خواف     | کاریون          | ۳۰۰۰           | ۷۰             | ۳۵           | ۷۰                  | ۱۰۰                 |
| کرباسه        | بخش مرکزی شهرستان خواف     | خواجه           | ۶۰۰            | ۲۵             | ۱۰           | ۵                   | ۵                   |
| کلاته سلا     | بخش مرکزی شهرستان خواف     | بندیوان         | ۷۰۰            | ۲۰             | ۱۵           | ۱۳                  | ۱۰                  |
| کلاته عوض قلی | بخش مرکزی شهرستان خواف     | بندیوان         | ۱۰۰۰           | ۲۵             | ۲۵           | ۱۰                  | ۰                   |
| کلاته محمداسد | بخش جلگه زوزن شهرستان خواف | کلاته محمداسد   | ۲۰۰۰           | ۵۰             | ۲۰           | ۱۵                  | ۱۲                  |
| کلاته کلان    | بخش سنگان شهرستان خواف     | سنگان           | ۱۵۰۰           | ۳۲             | ۲۰           | ۱۳                  | ۱۵                  |
| کمال‌آباد      | بخش جلگه زوزن شهرستان خواف | کمال‌آباد        | ۷۰۰            | ۲۰             | ۲۰           | ۸                   | ۳                   |
| کیسه نان      | بخش سنگان شهرستان خواف     | سنگان           | ۴۰۰۰           | ۹۰             | ۳۵           | ۲۰                  | ۳۰                  |
| گرازی         | بخش مرکزی شهرستان خواف     | گرازی           | ۶۰۰            | ۲۰             | ۱۵           | ۲۰                  | ۶۰                  |
| گشن           | بخش مرکزی شهرستان خواف     | چهارده          | ۳۲۰۰           | ۷۰             | ۳۵           | ۲۰                  | ۳۰                  |
| گلیس‌آباد      | بخش سنگان شهرستان خواف     | نیازآباد        | ۱۲۰۰۰          | ۲۴۵            | ۳۵           | ۲۳                  | ۴۵                  |
| گوریاب        | بخش سنگان شهرستان خواف     | گوریاب          | ۳۰۰۰           | ۶۷             | ۱۵           | ۱۲                  | ۱۰                  |